# Risiocnemis
Risiocnemis är ett släkte av trollsländor. Risiocnemis ingår i familjen flodflicksländor.

## Dottertaxa tillRisiocnemis, i alfabetisk ordning[1]
- Risiocnemis antoniae
- Risiocnemis appendiculata
- Risiocnemis arator
- Risiocnemis asahinai
- Risiocnemis atripes
- Risiocnemis atropurpurea
- Risiocnemis calceata
- Risiocnemis confusa
- Risiocnemis elegans
- Risiocnemis erythrura
- Risiocnemis flammea
- Risiocnemis fuligifrons
- Risiocnemis gracilis
- Risiocnemis haematopus
- Risiocnemis ignea
- Risiocnemis incisa
- Risiocnemis kaiseri
- Risiocnemis kiautai
- Risiocnemis laguna
- Risiocnemis melanops
- Risiocnemis moroensis
- Risiocnemis nigra
- Risiocnemis odobeni
- Risiocnemis pistor
- Risiocnemis plebeja
- Risiocnemis polilloensis
- Risiocnemis praeusta
- Risiocnemis pulchra
- Risiocnemis rolandmuelleri
- Risiocnemis rubricercus
- Risiocnemis rubripes
- Risiocnemis seidenschwarzi
- Risiocnemis serrata
- Risiocnemis siniae
- Risiocnemis tendipes
- Risiocnemis varians